# Milton Muke
Milton Muke (ur. 10 czerwca 1951) – zambijski piłkarz grający na pozycji obrońcy. W swojej karierze grał w reprezentacji Zambii.

## Kariera klubowa
Całą swoją karierę piłkarską Muke spędził w klubie Green Buffaloes. Zadebiutował w nim w 1973 roku i grał w nim do 1983 roku. Czterokrotnie wywalczył z nim tytuł mistrza Zambii w sezonach 1975, 1977, 1979 i 1981.

## Kariera reprezentacyjna
W 1980 roku Muke był powołany do reprezentacji Zambii na Igrzyska Olimpijskie w Moskwie. W 1982 roku został powołany do kadry na Puchar Narodów Afryki 1982. Wystąpił w nim w pięciu meczach: grupowych z Algierią (0:1), Etiopią (1:0) i z Nigerią (3:0), półfinałowym z Libią (1:2) i o 3. miejsce z Algierią (2:0). Z Zambią zajął 3. miejsce w tym turnieju.